# Ranera
Ranera o raneres en medicina són sorolls anormals emesos durant la respiració. Són sorolls pulmonars anormals que es produeixen pel pas de l'aire per les vies respiratòries obstruïdes per mucositats.

## Característiques
Les raneres es produeixen en travessar, l'aire de la respiració, les secrecions que s'acumulen en l'interior de l'espai que deixen els bronquis, o bé quan aquest aire passa per un conducte estret. Apareix en certes malalties de l'aparell respiratori i es percep mitjançant l'auscultació.
La ranera terminal (o de mort) és un tipus específic de respiració panteixant o dificultosa, amb sorolls aspres i aguts, propi de les persones agonitzants o en coma.

## Classificació
Es divideixen en raneres humides i seques.
- Les humides (mucoses o bombolloses) poden ser:

- crepitants
- subcrepitants
- cavernoses
- Les seques (vibrants o sonores) poden ser:

- sibilants
- ronc